# 溫山縣
溫山縣，是唐代、宋代南潾州、涪州所屬的一個縣，在今之重慶市長壽區仁和場，本隸南潾州，後屬涪州。宋熙寧三年（1070年），廢溫山縣為鎮。